# Арменево (Московская область)
Арменево — деревня в Раменском муниципальном районе Московской области. Входит в состав сельского поселения Никоновское. Население — 79 чел. (2010).

## География
Деревня Арменево расположена в южной части Раменского района, примерно в 25 км к югу от города Раменское. Высота над уровнем моря 151 м. Через деревню протекает река Сетовка. Ближайший населённый пункт — деревня Никулино.

## История
В 1926 году деревня входила в Соколовский сельсовет Салтыковской волости Бронницкого уезда Московской губернии.
С 1929 года — населённый пункт в составе Бронницкого района Коломенского округа Московской области. 3 июня 1959 года Бронницкий район был упразднён, деревня передана в Люберецкий район. С 1960 года в составе Раменского района.
До муниципальной реформы 2006 года деревня входила в состав Никоновского сельского округа Раменского района.

## Население
| 1926 | 2002 | 2010 |
| ---- | ---- | ---- |
| 74   | ↘5   | ↗79  |

В 1926 году в деревне проживало 74 человека (38 мужчин, 36 женщин), насчитывалось 13 крестьянских хозяйств. По переписи 2002 года — 5 человек (1 мужчина, 4 женщины).